# Conure de Finsch
Psittacara finschi
Espèce
Statut de conservation UICN

 LC  : Préoccupation mineure
La Conure de Finsch (Psittacara finschi, anciennement Aratinga finschi) est une espèce d'oiseaux appartenant à la famille des Psittacidae.
Son nom célèbre l'ornithologue allemand Friedrich Hermann Otto Finsch (1839-1917).

## Description
La Conure de Finsch mesure environ 28 cm de longueur.
Elle présente un plumage à dominante verte avec le front, les épaules et le dessous des ailes rouges. Les cercles oculaires sont blancs et les iris orange. Le bec est gris rosé et les pattes sont grises.
Chez les juvéniles, le rouge du front est moins étendu ou totalement absent. La coloration du dessous des ailes est plus terne.

## Répartition
Cette espèce est présente en Amérique centrale (Costa Rica, Nicaragua et Panama).

## Systématique
Cette espèce fait partie du groupe des conures vertes à front rouge avec la Conure à tête rouge, la Conure mitrée et la Conure de Wagler.
Suivant une étude phylogénique de Remsen et al. (2013), le genre Aratinga est entièrement redéfini pour être monophylétique. Le Congrès ornithologique international répercute ces changements dans sa classification de référence version 3.5 (2013) et la Conure de Finsch est ainsi déplacée vers le genre Psittacara.